# Twoism
Twoism — альбом шотландського електронного дуету Boards of Canada, випущений в 1995, перевиданий у 2002.

## Список композицій
1. «Sixtyniner» — 5:40
2. «Oirectine» — 5:11
3. «Iced Cooly» — 2:22
4. «Basefree» — 6:35
5. «Twoism» — 6:06
6. «Seeya Later» — 4:33
7. «Melissa Juice» — 1:32
8. «Smokes Quantity» — 3:07
9. «1986 Summer Fire» — 1:36

(В примітному списку «1986 Summer Fire» не згадується, тому що цей трек записаний в одній композиції «Smokes Quantity» з тривалістю в 4:48)